# S/2019 S 13
S/2019 S 13 — природний супутник Сатурна. Відкритий 9 травня 2023 року Едвардом Ештоном, Бреттом Гледменом, Жан-Марком Петі та Майком Александерсеном зі спостережень, зроблених між 3 липня 2019 року та 8 липня 2021 року.
Діаметр S/2019 S 13 – близько 3 км, велика піввісь – 20 965 800 км, орбітальний період – 1144,92 земної доби. Обертається навколо Сатурна зі зворотним орбітальним рухом під нахилом 177,3° до площини екліптики, ексцентриситет орбіти – 0,318. S/2019 S 13 належить до скандинавської групи і має додатковий кут нахилу 1,4°, що означає, що на даний момент цей супутник Сатурна з найменшим титулом на площині екліптики.